# Броново (Слупський повіт)
Броново (пол. Bronowo, нім. Brünnow) — село в Польщі, у гміні Кемпиці Слупського повіту Поморського воєводства.
Населення — 153 особи (2011).
У 1975-1998 роках село належало до Слупського воєводства.

## Демографія
Демографічна структура станом на 31 березня 2011 року:
|          | Загалом | Допрацездатний вік | Працездатний вік | Постпрацездатний вік |
| -------- | ------- | ------------------ | ---------------- | -------------------- |
| Чоловіки | 79      | 17                 | 60               | 2                    |
| Жінки    | 74      | 16                 | 46               | 12                   |
| Разом    | 153     | 33                 | 106              | 14                   |